# Growl

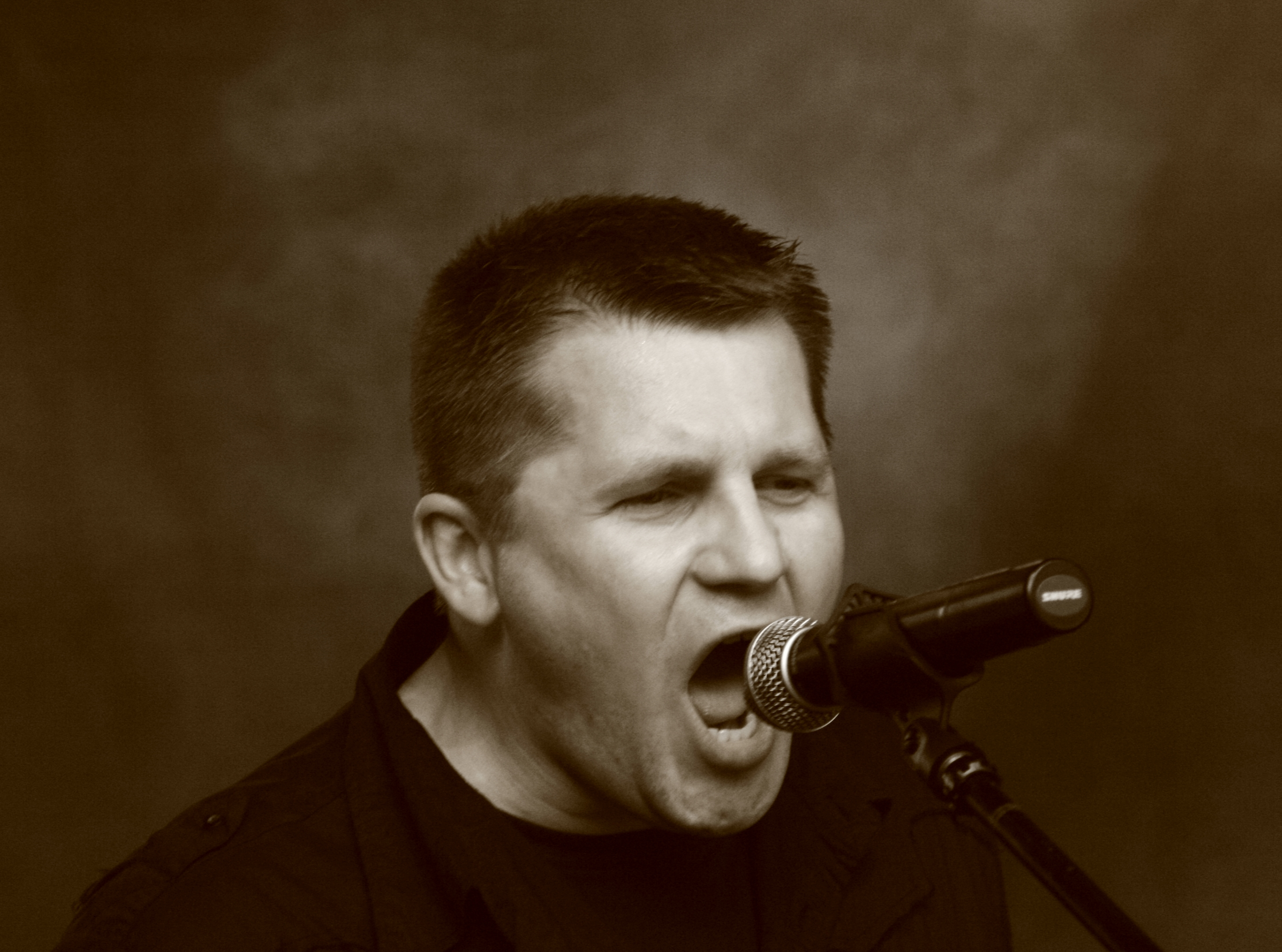
Robert Pląskowski z zespołu Desdemona wykonujący growling

Growl (wymowa [graʊl]; z ang. „warczeć”) – technika wokalna znana z bardziej ekstremalnych odmian muzyki metalowej. Jako pierwszy określono tak agresywny śpiew Conrada Lanta (Cronosa) z thrash/black metalowego zespołu Venom. Obecnie używa się tej nazwy w stosunku do jeszcze bardziej ekstremalnych form ekspresji wokalnej.
Growlem śpiewa się korzystając z fałd przedsionkowych (służących normalnie do odkrztuszania). Nie jest możliwe śpiewanie samym gardłem, ponieważ spowodowałoby zmęczenie więzadeł głosowych, uniemożliwiające mówienie. Właśnie dlatego growl wymaga specjalnej techniki oraz długiego treningu. Growl jest trudną techniką i osiągnięcie perfekcji jest czasochłonne.
W 2006 roku ukazało się instruktażowe wydawnictwo DVD The Zen of Screaming: Vocal Instruction for a New Breed amerykańskiej nauczycielki śpiewu Melissy Cross, mającej w dorobku, m.in. współpracę z Coreyem Taylorem i Randym Blythe’em. Materiał obejmuje lekcje różnorodnych odmian ekstremalnych wokali, w tym growlu. Była to pierwsza publikacja tego typu.
Growlem określa się śpiew:
- wielu zespołów deathmetalowych/grindcore’owych/metalcore’owych – zwykle niski, gardłowy ryk (np. Deicide, Cannibal Corpse, Opeth) lub też ryk, skrzek czy krzyk (Cradle of Filth, Possessed). W przypadku zespołów szwedzkich (np. Entombed, Dismember) śpiew jest zwykle bardzo krzykliwy. Częste jest również łączenie tych metod, nawet studyjne nakładanie czy sprzętowa modulacja głosu.
- czasem do growlu zalicza się też śpiew blackmetalowy – charkot/skrzek z wrzaskiem, sykiem czy rykiem (np. Bathory, Mayhem, Darkthrone, Burzum, Satyricon);

Przykładem growlingu w polskiej muzyce jest utwór pt. „Krzyk przed spaleniem” zespołu O.N.A. znajdujący się na płycie Mrok z 2001 roku.